# 堺雅人
堺雅人（日语：／ Sakai Masato，1973年10月14日—），日本男演員，宮崎縣宮崎市出身。妻子為演員菅野美穗。

## 生平

### 早年經歷
於1973年10月14日在兵庫縣神戶市出生。从小的志愿是当个对外经贸部的官员。高中就读于宫崎县立宫崎南高中，在高中時代曾加入話劇社。考大学时的第一志愿是某国立大学，但由于数学成績太低而未能考上，最终进入早稻田大學中国文学专业。
1992年參與以早稻田大學演劇研究會為主體的「東京ORANGE」劇團，活躍於舞台。他亦成為該劇團的招牌演員，在當時被稱為「早稻田的王子」。
詮釋角色的特色被評為「喜怒哀樂全用笑容來表現」。

### 演藝經歷
1994年，堺雅人為了能專注於演藝事業，便中止了自己在早稻田大学的学业，加入了经纪公司田邊事務所並成为一名演员。他之後便開始活躍於舞台劇、電影及電視劇。但是，他的父母卻反對他從事演藝業，因此與他断绝关系长达七年。父母認可他的演員身份，是從NHK晨間劇《奧黛麗》演出開始。儘管堺雅人為了能專注於演藝事業而決定輟學，但未能獲得知名度。於1994年至2004年期間，仍然沒有機會成名。十年過去，飾演的全是龍套角色。
2004年，於NHK大河劇《新選組！》中飾演主要角色新選組總長「山南敬助」。在劇中的演出頗受歡迎，NHK因此接獲許多觀眾要求不要讓山南敬助自殺而死。山南敬助切腹的第33集，NHK還特例重播，因此劇開始獲得知名度。
2005年4月，於日本電視雜誌《TV Bros.》中獲選為「最喜歡的男人」第一名。在之後的數年，參與了多部電影的演出，包括《日式牛仔一品鍋》、《蜂蜜與四葉草》、《放课后》和《超越巔峰》。
2008年，橫掃多項演藝獎項的最佳男配角，其中包括日本電影金像獎、每日電影獎、藍絲帶獎、日刊體育電影大賞、電影旬報獎、報知電影獎等。同年，堺雅人於NHK大河劇《篤姬》一劇中飾演主要角色江戶幕府将军德川家定，令他獲得更高的知名度。凭借該剧《笃姬》获得东京国际电视剧节最佳男配角奖。自從他在《篤姬》中演出後，開始獲邀飾演其他劇集和電影的主角，其中包括《南極料理人》、《庫希歐大佐》、《Golden Slumbers》、《武士的家計簿》、《阿娜答得了憂鬱症》等電影。
2009年，凭借喜剧电影《南极料理人》获得第31届横滨电影节最佳男主角奖、第64届日本电视电影艺术大赏电影部门优秀男主角奖等多个奖项；同年，堺雅人在電視雜誌《TVnavi》內所連載的散文「文·堺雅人」在連載至第50回後正式完結。
2010年7月，主演電視劇《JOKER 不被原諒的搜查官》，首次在富士電視台連續劇上擔任主角。
2012年，堺雅人主演富士電視台連續剧《Legal High》獲得成功及极佳的口碑。之後，他亦主演电影《盗钥匙的方法》，並因此获提名為第35回日本奧斯卡最佳男主角。後來又主演TBS电视台連續剧《大奧 ～誕生【有功·家光篇】》和电影《大奧～永遠～【右衛門·綱吉篇】》。
2013年，主演电影《第七日的奇蹟》。之後，主演TBS電視台連續剧《半澤直樹》獲得空前的成功，其收视率最高達到46.7%，成為日本近年來電視劇與堺雅人個人所主演的連續劇中收視最高的一部。并凭借该剧获得第78届日剧学院赏最佳男主角奖，他也因此获得更多关注。
2015年，其主演的医疗情感剧《Dr.伦太郎》播出 。
2016年，凭借大河剧《真田丸》获得第91届日剧学院赏最佳男主角奖和2017年东京国际电视剧节最佳男主角奖。
2020年，时隔七年继续主演TBS電視台連續剧《半澤直樹第二季》。

## 家庭
堺雅人为家中长子，有两个弟弟，二弟是陶艺师，三弟是樂團成員。
妻子菅野美穗。2012年12月，堺雅人在拍攝《大奧～永遠～【右衛門·綱吉篇】》時認識了菅野美穗，之后两人开始交往。2013年4月2日，二人正式登记结婚。2015年，妻子菅野產下長子。2018年，妻子菅野產下長女。

## 演出作品

### 電視劇（1990年代）
| 首播時間 | 劇名                     | 飾演   | 播放頻道   | 導演     | 性質   | 備註                     |
| 1995年   | Hearts                   | ----   | 富士電視台 | ----     | 跑龍套 | 8月21日 第19集「休刊日」 |
| 1996年   | 東京區之女～葛飾區之女～ | ----   | 富士電視台 | 廣木隆一 | 跑龍套 |                          |
| 1996年   | 戀，我是。               | ----   | 東京電視台 | 井筒和幸 | 跑龍套 |                          |
| 1999年   | 青空麻雀                 | 大空涉 | 日本電視台 | ----     | 男主角 |                          |
| 1999年   | 國產小雞～絕體絕命～     | ----   | 東京電視台 | ----     | 跑龍套 |                          |
| 1999年   | 神明的玩具               | ----   | NHK        | 石橋冠   | 跑龍套 |                          |

### 電視劇（2000年代）
| 首播時間 | 劇名                                     | 飾演           | 播放頻道   | 導演                                                         | 性質      | 備註                       |
| 2000年   | 偵探安樂椅子                             | 村瀬優         | 朝日電視台 | ----                                                         | ----      |                            |
| 2000年   | 奧黛麗                                   | 杉本英記       | NHK        | 長沖渉、高橋陽一郎、柳川強                                   |           | 晨間小說連續劇             |
| 2001年   | 反亂之旅                                 | 江藤麥太       | 朝日電視台 | ----                                                         | ----      |                            |
| 2001年   | 嫉妒女人香                               | 中原哲志       | 朝日電視台 | ----                                                         | ----      |                            |
| 2001年   | 5年3班/熱血教師                          | 山岸俊輔       | TBS電視台  | ----                                                         | 客串第5集 |                            |
| 2001年   | 五瓣之椿                                 | 德次郎         | NHK        | ----                                                         | ----      |                            |
| 2002年   | 婚外戀愛                                 | 湯淺拓也       | 朝日電視台 | ----                                                         | ----      |                            |
| 2002年   | 黃金保齡球                               | 太宰衞         | 日本電視台 | ----                                                         | 客串第7集 |                            |
| 2002年   | 香港明星迷                               | ----           | 東京電視台 | ----                                                         | ----      |                            |
| 2003年   | 心魔大審判                               | 關川勝         | 朝日電視台 | ----                                                         | 客串第1集 |                            |
| 2003年   | 獻給一個夏天的爸爸                       | 石倉           | TBS電視台  | ----                                                         | 客串第5集 |                            |
| 2004年   | 新選組！                                 | 山南敬助       | NHK        | ----                                                         | ----      |                            |
| 2004年   | 奧特Q 黑暗幻想                           | 若林           | 東京電視台 | ----                                                         | ----      |                            |
| 2005年   | 飆風引擎                                 | 鳥居元一郎     | 富士電視台 | ----                                                         | ----      |                            |
| 2005年   | 為了即將到來的那天                       | 黒川醫師       | 富士電視台 | ----                                                         | ----      |                            |
| 2005年   | 空中鞦韆                                 | 山下公平       | 富士電視台 | ----                                                         | ----      |                            |
| 2005年   | 實錄 小野田少尉遅すぎた帰還              | 鈴木紀夫       | 富士電視台 | ----                                                         | ----      |                            |
| 2006年   | 新選組!! 土方歳三 最後的一日             | 山南敬助       | NHK        | ----                                                         |           |                            |
| 2006年   | 對岸的她                                 | 田村修二       | WOWOW      | ----                                                         |           |                            |
| 2006年   | 出雲的阿國                               | 三九郎         | NHK        | ----                                                         |           |                            |
| 2006年   | 深津繪里のblack comedy                   | 隆志           | ----       | ----                                                         | ----      | 10分鐘短篇                 |
| 2006年   | 小孤島大醫生 2                           | 鳴海慧         | 富士電視台 | 中江功、増本淳、塚田洋子                                     |           |                            |
| 2007年   | 祕密花園                                 | 片岡航         | 關西電視台 | 永田優子 (劇本)                                              | 男配角    |                            |
| 2007年   | 孤獨的賭注～我愛的人～                   | 蒔田二郎       | TBS電視台  | 生野慈朗、倉貫健二郎、松田禮人                               | 男配角    |                            |
| 2008年   | 篤姬                                     | 德川家定(家祥) | NHK        | 佐藤峰世、岡田健、渡邊良雄、堀切園健太郎、上杉忠嗣、松川博敬 | 男配角    |                            |
| 2008年   | 世界奇妙物語 08年春季特別篇「Flashback」 | 良雄           | 富士電視台 | ----                                                         | 單元主角  |                            |
| 2008年   | 冰之華                                   | 瀬野隆之       | 朝日電視台 | ----                                                         | 男配角    | 朝日電視開台50週年紀念劇集 |
| 2008年   | 愛你如昔                                 | 榎本靖         | TBS電視台  | ----                                                         | 男主角    | 松下電器特別劇             |
| 2009年   | 三角效應                                 | 志摩野鷹也     | 富士電視台 | 三宅喜重、木內健人、白木啟一郎                               | 男配角    |                            |
| 2009年   | 官僚之夏                                 | 庭野貴久       | TBS電視台  | 橋本裕志 (劇本)                                              | 男配角    |                            |

### 電視劇（2010年代）
| 首播時間       | 劇名                       | 飾演             | 播放頻道   | 備註                             |
| 2010年7月13日  | JOKER 不被原諒的搜查官     | 伊達一義         | 富士電視台 | 黃金檔連續劇初次主演             |
| 2010年12月9日  | 沖繩島上最後的醫療輔助師   | 宮前良明         | YTV        | SP                               |
| 2011年10月2日  | 塚原卜傳                   | 塚原卜傳         | NHK        | BS時代劇                         |
| 2011年10月16日 | 南極大陸                   | 冰室晴彥         | TBS電視台  |                                  |
| 2012年4月17日  | Legal High                 | 古美門研介       | 富士電視台 |                                  |
| 2012年10月12日 | 大奧 ～誕生【有功·家光篇】 | 萬里小路有功     | TBS電視台  |                                  |
| 2013年4月13日  | Legal High 特別篇          | 古美門研介       | 富士電視台 | SP                               |
| 2013年7月7日   | 半澤直樹                   |                  | TBS電視台  | 最終回收視率關東42.2%，關西45.5% |
| 2013年10月9日  | Legal High 2               | 古美門研介       | 富士電視台 |                                  |
| 2014年4月27日  | 潘朵拉〜永遠之命〜         | 鈴木元           | WOWOW      | SP                               |
| 2014年11月22日 | Legal High 2 特別篇        | 古美門研介       | 富士電視台 | SP                               |
| 2015年4月15日  | Dr.倫太郎                  | 日野倫太郎       | 日本電視台 |                                  |
| 2016年1月10日  | 真田丸                     | 真田信繁（幸村） | NHK        |                                  |

### 電視劇（2020年代）
| 首播時間      | 劇名           | 飾演     | 播放頻道   | 備註 |
| 2020年7月19日 | 半澤直樹 2     |          | TBS電視台  |      |
| 2022年3月26日 | 騙不了人的男人 | 絹咲正   | 日本電視台 | SP   |
| 2023年7月16日 | VIVANT         | 乃木憂助 | TBS電視台  |      |

### 電影作品
| 年份   | 片名                                                         | 飾演                            |
| 2000年 | 《火星的家》（火星のわが家）                                 | 中島透                          |
| 2000年 | 《向日葵》（ひまわり）                                       | 平野雄一 （導演：行定勳）       |
| 2001年 | 《埋伏》（張り込み）                                         | 荒川ヤスオ （導演：篠原哲雄）   |
| 2001年 | 《The Goddess of 1967》                                      |                                 |
| 2001年 | 《在那裡》（ココニイルコト）                                 | 前野悅朗                        |
| 2002年 | 《太郎》                                                     | 智                              |
| 2003年 | 《壬生義士傳》（壬生義士伝）                                 | 沖田總司 （導演：瀧田洋二郎）   |
| 2006年 | 《蜂蜜幸運草》（ハチミツとクローバー）                       | 花本修司                        |
| 2007年 | 《日式牛仔一品鍋》（スキヤキ・ウエスタン ジャンゴ）          | 平重盛 （導演：三池崇史）       |
| 2007年 | 《壁男》                                                     | 仁科光                          |
| 2008年 | 《放課後》（アフタースクール）                               | 木村 （導演：內田賢志）         |
| 2008年 | 《超越顛峰》（クライマーズ・ハイ）                           | 佐山達哉 （導演：原田真人）     |
| 2008年 | 《穿運動服的兩人》（ジャージの二人）                         | 功 （導演：中村義洋）           |
| 2009年 | 《Lush Life》（ラッシュライフ）                              | 黑澤                            |
| 2009年 | 《南極料理人》                                               | 西村淳（導演：沖田修一）        |
| 2009年 | 《庫希歐大佐》                                               | クヒオ大佐                      |
| 2009年 | 《白色榮光2：染血將軍的凱旋》（ジェネラル・ルージュの凱旋）  | 速水晃一（導演：中村義洋）      |
| 2010年 | 《Golden Slumbers》（ゴールデンスランバー）                  | 青柳雅春 （導演：中村義洋）     |
| 2010年 | 《武士的家計簿》（武士の家計簿「加賀藩御算用者」の幕末維新） | 豬山直之 （導演：森田芳光）     |
| 2011年 | 《去吧!男子高校演劇部》（行け!男子高校演劇部）               | 客串 （導演：英勉）             |
| 2011年 | 《日輪的遺產》（日輪の遺産）                                 | 真柴少佐 （導演：佐佐部清）     |
| 2011年 | 《阿娜答得了憂鬱症》（ツレがうつになりまして）               | 髙崎幹男（導演：佐佐部清）      |
| 2012年 | 《盗钥匙的方法》（鍵泥棒のメソッド）                         | 櫻井武史 （導演：內田賢志）     |
| 2012年 | 《那夜的武士》（その夜の侍）                                 | 中村健一                        |
| 2012年 | 《大奧～永遠～【右衛門佐·綱吉篇】》                          | 右衛門佐                        |
| 2013年 | 《第七日的奇跡》                                             | 神崎彰司（導演：平松恵美子）    |
| 2017年 | 《DESTINY鎌倉物語》（鎌倉ものがたり）                        | 一色正和 （導演：山崎貴）       |
| 2018年 | 《北之櫻守》（北の桜守）                                     | 江蓮修二郎（ 導演：瀧田洋二郎） |

### 動畫配音
- 烏龍派出所 - 白鳥麗次（27話～2001年年末特別篇播放前、富士電視台）
- 戰鬥妖精雪風 - 深井零
- 佛陀 - 查普拉

青色文學系列
- 人間失格 - 大庭葉藏
- 盛開的櫻花林下 - 繁丸
- 心 - 老師
- 跑吧！美樂斯 - 美樂斯
- 蜘蛛之丝 - 良秀
- 地狱变 - 良秀

### 電影配音
- 摯友維尼……克里斯多福·羅賓 （日语版配音）
- 普羅米亞……古雷·佛塞特
- 飞鸭向前冲......麦克·马拉德 （日语版配音）

## 獎項
| 年份   | 大賞名稱                    | 獎項                      | 作品                           |
| ------ | --------------------------- | ------------------------- | ------------------------------ |
| 2008年 | 第1回東京國際戲劇節         | 助演男優賞                | 《篤姬》                       |
| 2008年 | 第33回報知電影獎            | 助演男優賞                | 《超越顛峰》                   |
| 2008年 | 第33回報知電影獎            | 助演男優賞                | 《放課後》                     |
| 2008年 | 第33回報知電影獎            | 助演男優賞                | 《穿運動服的兩人》             |
| 2008年 | 第21回日刊體育電影大賞      | 助演男優賞                | 《超越顛峰》                   |
| 2008年 | 第21回日刊體育電影大賞      | 助演男優賞                | 《放課後》                     |
| 2008年 | 第51回藍絲帶獎              | 助演男優賞                | 《超越顛峰》                   |
| 2008年 | 第51回藍絲帶獎              | 助演男優賞                | 《放課後》                     |
| 2008年 | 第82回電影旬報              | 助演男優賞                | 《超越顛峰》                   |
| 2008年 | 第82回電影旬報              | 助演男優賞                | 《放課後》                     |
| 2008年 | 第63回每日電影獎            | 助演男優賞                | 《超越顛峰》                   |
| 2008年 | 第63回每日電影獎            | 助演男優賞                | 《放課後》                     |
| 2008年 | 第63回每日電影獎            | 助演男優賞                | 《穿運動服的兩人》             |
| 2008年 | 第63回日本放送映画藝術大賞  | 放送部門 最優秀助演男優賞 | 《篤姬》                       |
| 2008年 | 第63回日本放送映画藝術大賞  | 映画部門 最優秀助演男優賞 | 《超越顛峰》                   |
| 2008年 | 第63回日本放送映画藝術大賞  | 映画部門 最優秀助演男優賞 | 《放課後》                     |
| 2008年 | 第32回日本電影金像獎        | 助演男優賞                | 《超越顛峰》                   |
| 2009年 | 第17回橋田賞                |                           | 《篤姬》                       |
| 2009年 | 第62回日劇學院賞            | 最佳男配角                | 《官僚之夏》                   |
| 2009年 | 第33回日本電影金像獎        | 助演男優賞                | 《白色榮光2：染血將軍的凱旋》  |
| 2009年 | 第52回藍絲帶獎              | 主演男優賞                | 《南極料理人》                 |
| 2009年 | 第52回藍絲帶獎              | 主演男優賞                | 《庫希歐大佐》                 |
| 2009年 | 第52回藍絲帶獎              | 主演男優賞                | 《Lush Life》                  |
| 2009年 | 第31回橫濱電影節            | 主演男優賞                | 《南極料理人》                 |
| 2009年 | 第31回橫濱電影節            | 主演男優賞                | 《庫希歐大佐》                 |
| 2009年 | 第64回日本放送映画藝術大賞  | 映画部門 優秀助演男優賞   | 《白色榮光2：染血將軍的凱旋》  |
| 2009年 | 第64回日本放送映画藝術大賞  | 映画部門 優秀主演男優賞   | 《南極料理人》                 |
| 2009年 | 第64回日本放送映画藝術大賞  | 映画部門 優秀主演男優賞   | 《庫希歐大佐》                 |
| 2009年 | 第1回日本劇場工作人員映画祭 | 主演男優賞                | 《南極料理人》                 |
| 2010年 | 第66回日劇學院賞            | 最佳男主角                | 《JOKER 不被原諒的搜查官》     |
| 2010年 | 第65回日本放送映画藝術大賞  | 映画部門 優秀主演男優賞   | 《武士的家計簿》               |
| 2011年 | 第36回報知電影獎            | 主演男優賞                | 《武士的家計簿》               |
| 2011年 | 第36回報知電影獎            | 主演男優賞                | 《日輪的遺產》                 |
| 2011年 | 第36回報知電影獎            | 主演男優賞                | 《阿娜答得了憂鬱症》           |
| 2011年 | 第35回日本電影金像獎        | 主演男優賞                | 《武士的家計簿》               |
| 2011年 | 第66回日本放送映画藝術大賞  | 放送部門 優秀助演男優賞   | 《南極大陸》                   |
| 2012年 | 第3回日本劇場工作人員映画祭 | 主演男優賞                | 《阿娜答得了憂鬱症》           |
| 2012年 | 第5回東京國際戲劇節         | 主演男優賞                | 《Legal High》                 |
| 2012年 | 第50回銀河賞                | 電視部門個人賞            | 《Legal High》                 |
| 2012年 | 第50回銀河賞                | 電視部門個人賞            | 《大奧 ～誕生【有功·家光篇】》 |
| 2012年 | 第36回日本電影金像獎        | 主演男優賞                | 《落KEY人生》                  |
| 2012年 | 第67回日本放送映画藝術大賞  | 放送部門 優秀主演男優賞   | 《Legal High》                 |
| 2012年 | 第67回日本放送映画藝術大賞  | 映画部門 優秀主演男優賞   | 《那夜的武士》                 |
| 2012年 | 第67回日本放送映画藝術大賞  | 映画部門 優秀主演男優賞   | 《落KEY人生》                  |
| 2013年 | 第78回日劇學院賞            | 最佳男主角                | 《半澤直樹》                   |
| 2013年 | 第79回日劇學院賞            | 最佳男主角                | 《Legal High2》                |
| 2013年 | 第68回日本放送映画藝術大賞  | 放送部門 最優秀主演男優賞 | 《半澤直樹》                   |
| 2013年 | 第68回日本放送映画藝術大賞  | 放送部門 最優秀主演男優賞 | 《Legal High2》                |
| 2013年 | 第17回日刊體育日劇大賞      | 最佳男主角                | 《半澤直樹》                   |
| 2013年 | 第40回放送文化基金賞        | 演技賞                    | 《半澤直樹》                   |
| 2014年 | 第7回東京國際戲劇節         | 主演男優賞                | 《半澤直樹》                   |
| 2016年 | 第91回日劇學院賞            | 最佳男主角                | 《真田丸》                     |
| 2017年 | 第10回東京國際戲劇節        | 主演男優賞                | 《真田丸》                     |
| 2020年 | 第105回日劇學院賞           | 最佳男主角                | 《半澤直樹2》                  |
| 2023年 | 第117回日劇學院賞           | 最佳男主角                | 《VIVANT》                     |

## 出版物

### 连载
- TVnavi「文·堺雅人」 2005年2月至2009年3月 全50回
- CREA「月記」 2009年10月至2013年4月

### 单行本
- 文·堺雅人（2009年，產經新聞出版） ISBN 978-4819110624  （TVnavi連載「文・堺雅人」的专栏文章合集）[11]
  - 文春文库再版：文·堺雅人（2013年，文艺春秋出版）ISBN 978-4167838713
  - 中国大陆译本：文·堺雅人 憧憬的日子（2014年11月，人民文学出版社）ISBN 978-7020105663
  - 台湾译本：文·堺雅人 （2014年11月，枫书坊文化） ISBN 978-9863770053
- 文·堺雅人2  すこやかな日々（2013年7月12日，文藝春秋出版）ISBN 978-4163765006  - CREA連載「月記」の書籍化[27]
  - 中国大陆译本：文·堺雅人：健康的日子（2014年11月，人民文学出版社）ISBN 978-7020105670
  - 台湾译本：文·堺雅人2：健康的每一天（2015年1月，枫书坊文化）ISBN 978-9863770275

### 共著
- 我是，牧水！——传承歌人的“迷失”美学（2010年，角川書店出版） ISBN 978-4047102538（與伊藤一彦合著）

### 文库解说
- 焦躁不安的我（解說，長嶋有著，2011年，光文社文庫出版）ISBN 978-4334749538

## 外部連結
- 堺雅人在映画.com上的個人介紹 （页面存档备份，存于）